# 韦罗内拉
韦罗内拉（義大利語：Veronella），是意大利威尼托大区维罗纳省的一个市镇。总面积20.82平方公里，人口4620人，人口密度221.9人/平方公里（2009年）。国家统计（ISTAT）代码为023092。